# Oziornoje (obwód saratowski)
Oziornoje (ros. Озёрное) – wieś (sieło) w Rosji, w obwodzie saratowskim, w rejonie atkarskim. W 2010 liczyła 1585 mieszkańców.